# Zetomotrichus plumosus
Zetomotrichus plumosus är en kvalsterart som först beskrevs av Sandór Mahunka 1985.  Zetomotrichus plumosus ingår i släktet Zetomotrichus och familjen Zetomotrichidae. Inga underarter finns listade i Catalogue of Life.